# Paulo César Lima
Paulo César Lima, meglio noto solo come Paulo César o come Paulo César Caju (Rio de Janeiro, 16 giugno 1949), è un ex calciatore brasiliano di ruolo attaccante, campione del mondo nel 1970 con la Nazionale brasiliana.

## Caratteristiche tecniche
Era un attaccante in grado calciare il pallone con traiettorie che pochi portieri potevano prevedere. In campo amava la spettacolarità: spesso non realizzava gol facili per il gusto di provare un colpo stupefacente.

## Carriera

### Club
Paulo César iniziò la sua carriera nel 1967 nelle file del Botafogo, vincendo due Campionati Carioca e una Taça Brasil oltre a due Taça Guanabara.
Nel 1972 passò al Flamengo, con cui vinse altri due Campionati Carioca, e dopo i Mondiali di Germania Ovest '74 si trasferì in Europa ai francesi dell'Olympique Marsiglia.
Nel 1975 tornò in patria alla Fluminense, con cui vinse nuovamente il Campionato Carioca, e poi nel 1977 ancora al Botafogo. L'anno seguente firmò per il Grêmio, con cui conquistò il Campionato Gaúcho nel 1979.
Nel 1980 si trasferì al Vasco da Gama e l'anno seguente al Corinthians. Nel 1981 tornò ancora in Francia, questa volta all'Aix e nel 1983 ritornò al Grêmio, che a fine anno vinse la Coppa Intercontinentale, dove chiuse la carriera.
Vinse per quattro volte il Bola de Prata, premio assegnato dalla rivista Placar ai migliori 11 giocatori del campionato brasiliano.

### Nazionale
Paulo César conta 58 presenze e 8 reti con la Nazionale brasiliana, con cui esordì il 19 settembre 1967 a Santiago del Cile in amichevole contro la Cile (1-0).
Con la Seleção ha partecipato ai Mondiali 1970, vinti dal Brasile, dove disputò 4 partite, e del 1974 (quarto posto) dove scese in campo in 5 partite dei verdeoro.

### Dopo il ritiro
Nel 1995 fu il protagonista di un documentario realizzato da João Moreira Salles riguardo alla perdita di notorietà.
Nel 2005 il Botafogo lo omaggiò con la realizzazione di una maglia commemorativa con il suo nome e il numero 11 sulla schiena.
Da maggio 2008 scrive il martedì per il Jornal da Tarde.
In un'intervista alla rete tv brasiliana GloboNews ha ammesso di aver venduto la medaglia d'oro vinta al Mondiale per comprare cocaina.

## Palmarès

### Club

#### Competizioni statali
- Coppa Guanabara: 2

Botafogo: 1967, 1968
- Campionato Carioca: 5

Botafogo: 1967, 1968
Flamengo: 1972, 1974
Fluminense: 1976
- Campionato Gaúcho: 1

Grêmio: 1979

#### Competizioni nazionali
- Taça Brasil: 1

Botafogo: 1968

#### Competizioni internazionali
- Coppa Intercontinentale: 1

Grêmio: 1983

### Nazionale
- Campionato mondiale: 1

Messico 1970
- Coppa d'Indipendenza Brasiliana: 1

1972

### Individuale
- Bola de Prata: 4

1970, 1972, 1976, 1977
- Capocannoniere del Campionato Carioca: 1

1971 (11 gol)